# BMW M4
BMW M4 je sportovní vozidlo značky BMW, z divize M.
Řada M4 nahradila M3 coupé (coupé znamená třídveřové vozidlo). Oproti normální mu BMW řady 4 je M4 výkonnější, lehčí, má lepší brzdy, lepší odpružení. Na snížení hmotnosti se zde používají uhlíková vlákna.
Výroba začala v roce 2014, kdy přišla i první generace (F82/F83). Nyní po silnicích jezdí druhá generace (G82).

## První generace (F82/F83)
Vyráběla se v letech 2014 až 2020. Nacházel se zde třílitrový 6válcový motor, který byl podporován dvěma turbodmychadly, výkon tohoto motoru je 317 kW, točivý moment 550 Nm. Na výběr je 6stupňový manuál nebo 7stupňová automatická dual-clutch (M-DCT) převodovka. Váha auta s manuálem je 1572 kg, s automatem 1612 kg.
U tohoto modelu se poprvé objevuje elektrický posilovač řízení. BMW nabízí 18 palcová (460mm) nebo 19 palcová (480mm) odlehčená kovaná litá kola. Brzdy jsou standardně s modrými brzdovými třmeny, ale dá se připlatit i za karbon-keramické brzdy (obsahují zlaté brzdné třmeny).
M4 je založen na F32  4 Series, ale asi 50% jsou jedinečné díly dělané pouze pro M4 F82.
Ve výbavě se také nachází Active sound, který přenáší zvuk přímo do kabiny vozu, pro lepší požitek z jízdy.
BMW vyrábělo i kabriolet M4, tento vůz sdílel většinu částí s normální M4, avšak je těžší, kvůli kovové skládací střeše, ta se dokáže složit za 20 sekund. Díky nárůstu na váze má i pomalejší zrychlení cca o 0,3 sekundy. Z 0 – 100 zrychlí asi za 4,6 sekundy manuální převodovkou, pokud použijeme automatickou auto dokáže zrychlit za 4,3 sekundy .

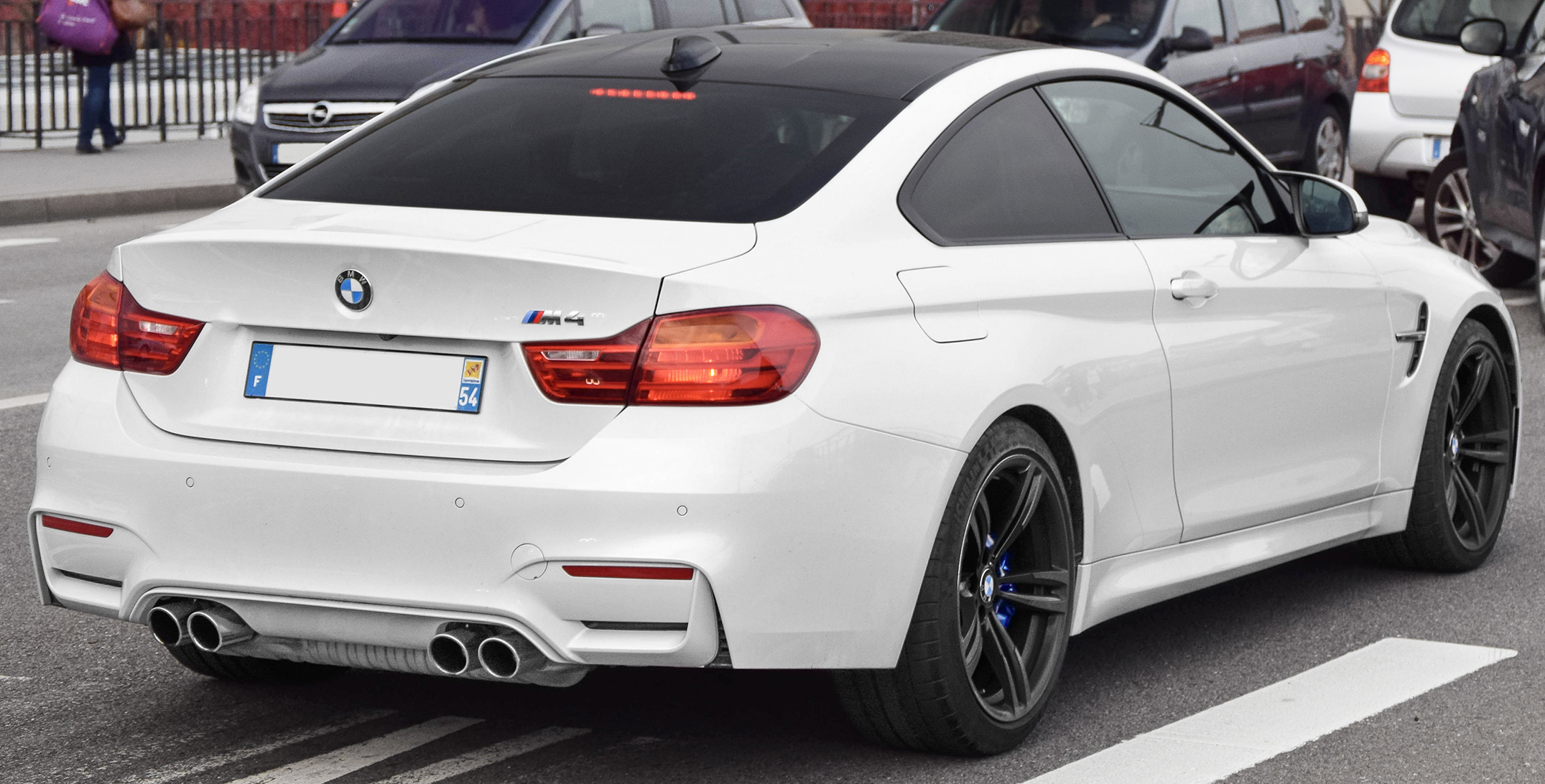
BMW M4 F82

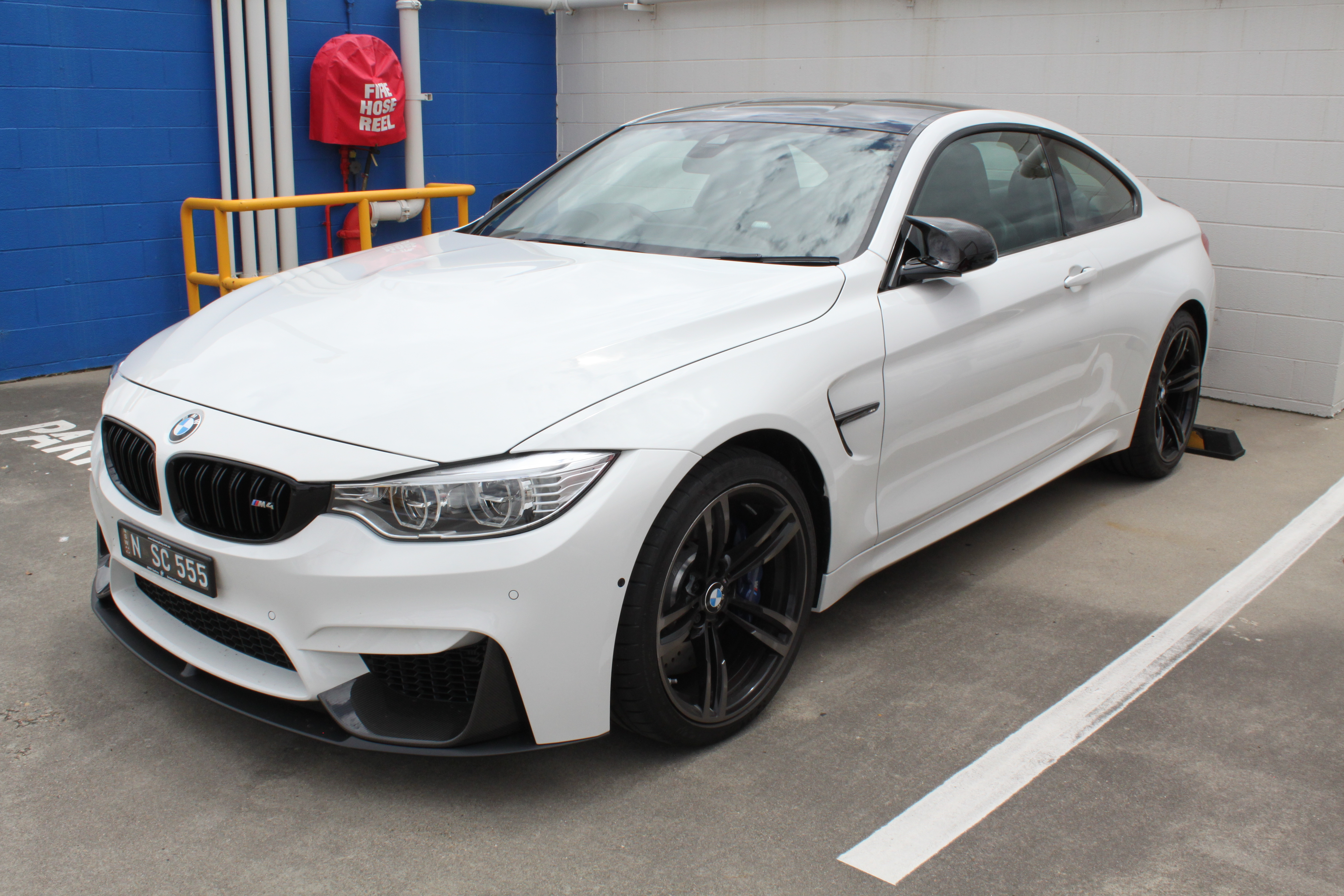
BMW M4 F82

### BMW M Competition package
M4 Competition nabízí oproti normální M4 vyšší výkon (konkrétně 331 kW [450 k; 444 k]) a lepší ovladatelnost. Nacházejí se zde nové a lepší tlumiče, pružiny a stabilizátory. Nachází se zde také adaptvní M odpružení. Je zde aktualizovaný elektronický diferenciál a dynamická kontrola stability. Interiér je skoro beze změn, pouze se zde nacházejí nová lehká sportovní sedadla s tkanými pásy. V exteriéru je nový výfuk M sport s černými chromovanými koncovkami a také obohacení o Shadow Line.
S paketem Competition zrychluje M4 z 0 na 100 km/h za 4,0 sekundy.

### BMW M4 GTS
V roce 2015 představilo BMW koncept GTS a v roce 2016 sériovou verzi tohoto vozu. Verze GTS byla více závodní verze tohoto coupé s omezenou výrobní kapacitou na 700 kusů. Je zde stejný motor jako v M4, ale výkon byl zvýšen na 368 kW (500 PS; 493 hp). Zrychlení tohoto auta z 0 na 100 km/h je sníženo na 3,8 sekundy.

### BMW M4 CS
M4 CS je exkluzivní verze M4, je limitováno na 3000 ks po celém světě. Využívá stejný motor jako M4, výkon je ale navýšen na 338 kW (460 PS; 453 hp).

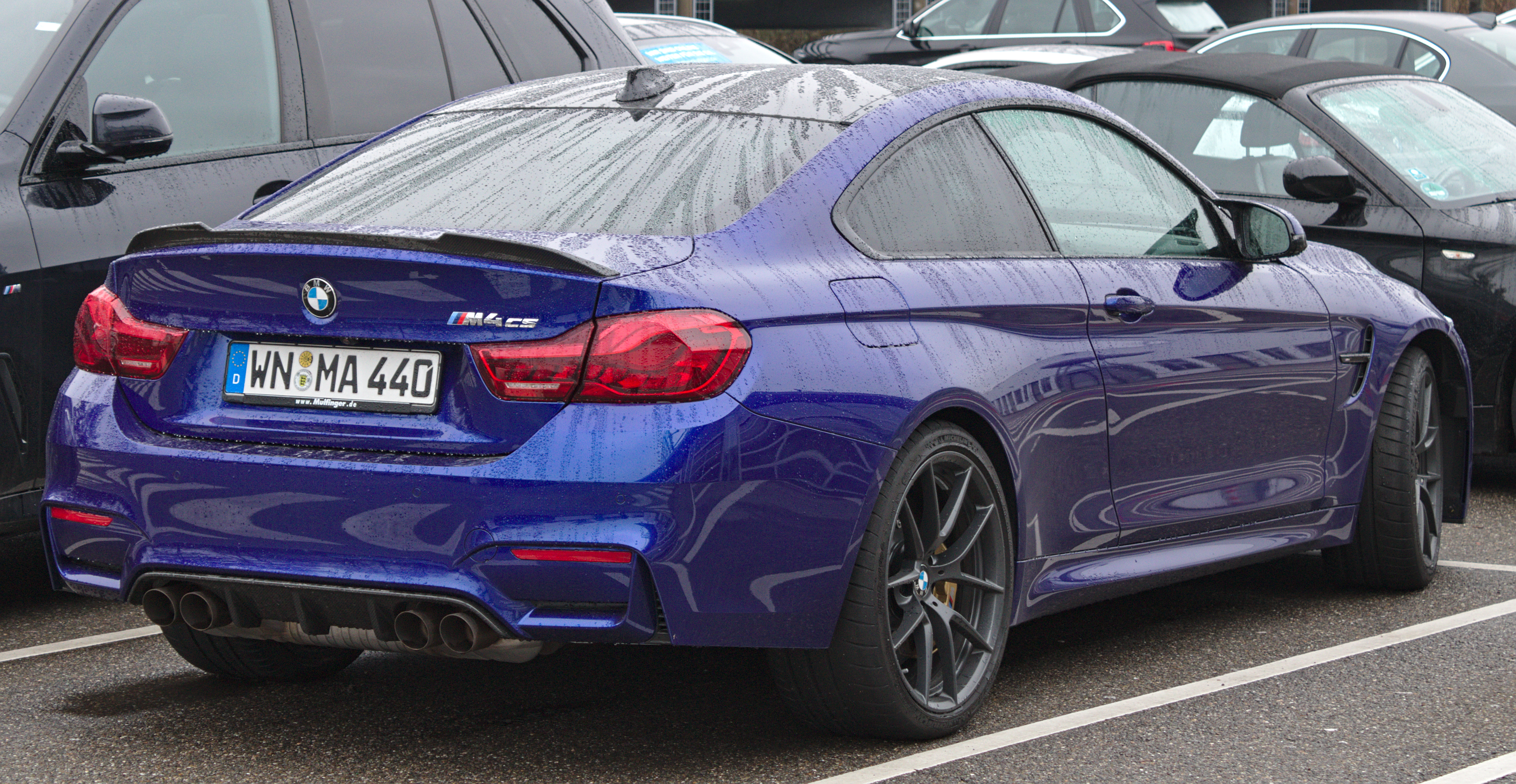

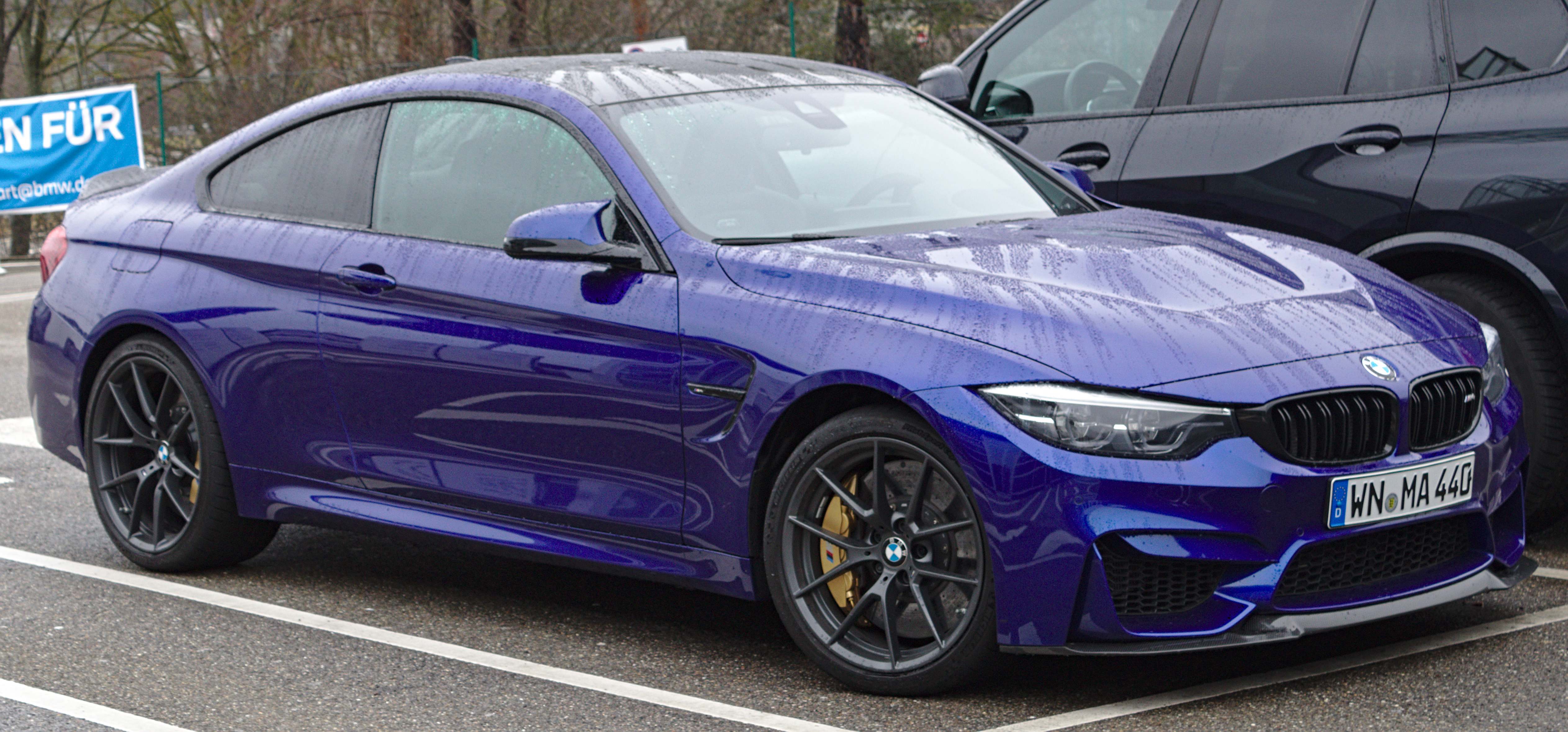

## Druhá generace (G82/G83)
Druhá generace BMW M4 s označením G82 je z velké části založena na standardní řadě 4 (G22). První dodávky začaly na začátku roku 2021, představena byla, ale už v roce 2020.
M4 G82 narostl výkon o 48 koňských sil. Na exteriéru byla hlavně změněna dvojitá ledvinka na přední straně, která je nyní masivnější a působí útočným dojmem. Poprvé se také možnost náhon na všechna kola (xDrive), stále ale je možnost koupit M4 v náhon pouze na zadní kola, u xDrive je ale možnost vypnout pohon všech 4 kol a používat pouze náhon na zadní.
M4 Kabriolet (G83) byla představena v květnu roku 2021. Střecha u tohoto vozidla je měkká a skládací dokáže se zavřít a otevřít za 18 s, při rychlostech, které nepřekročí 50 km/h. Kabriolet se prodává i jako Competition.
Maximální rychlost je el. omezena na 250 km/h, ale s volitelným M driver's Packagem se může zvýšit až na 280 km/h.

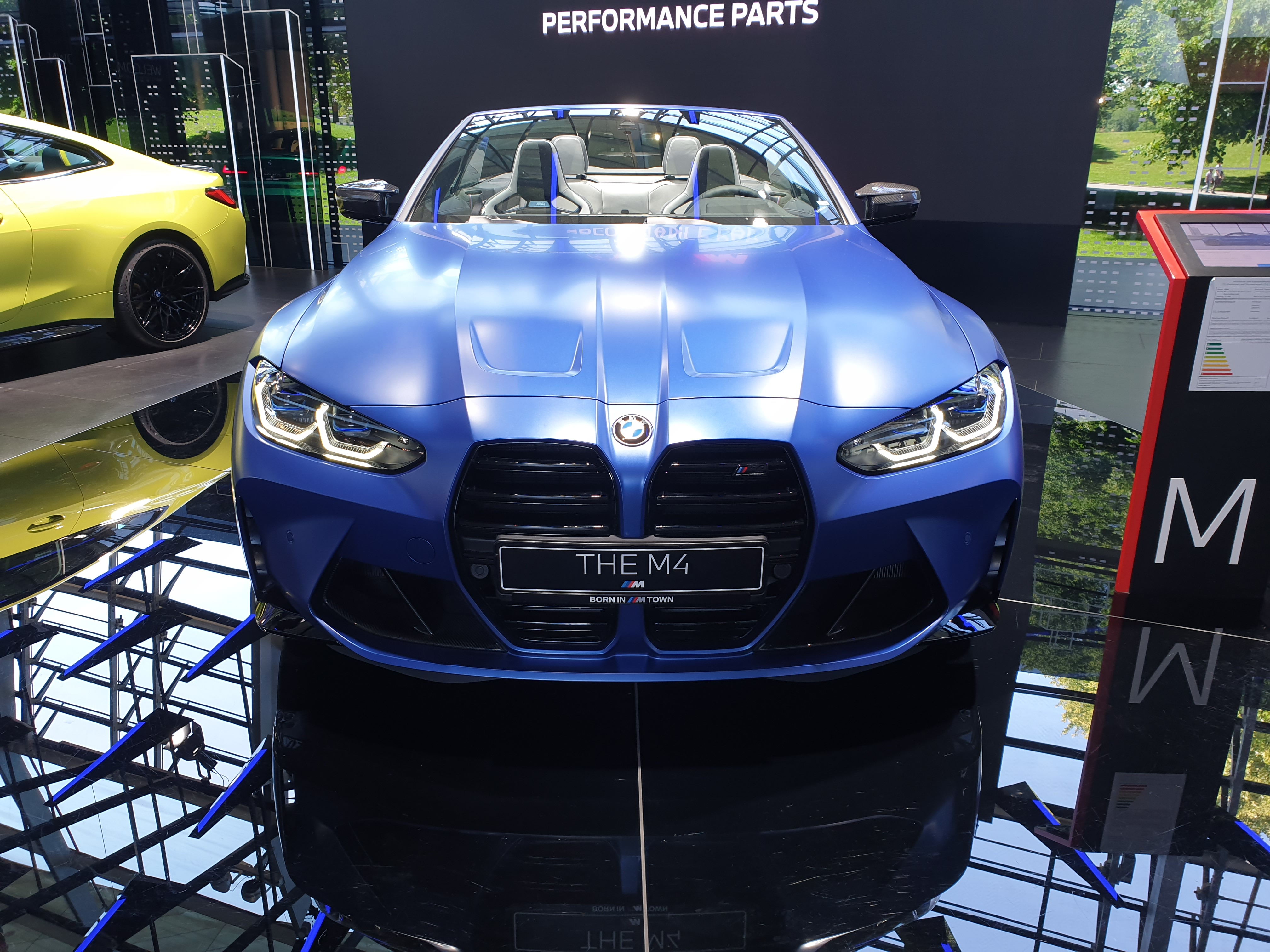
BMW M4 G82

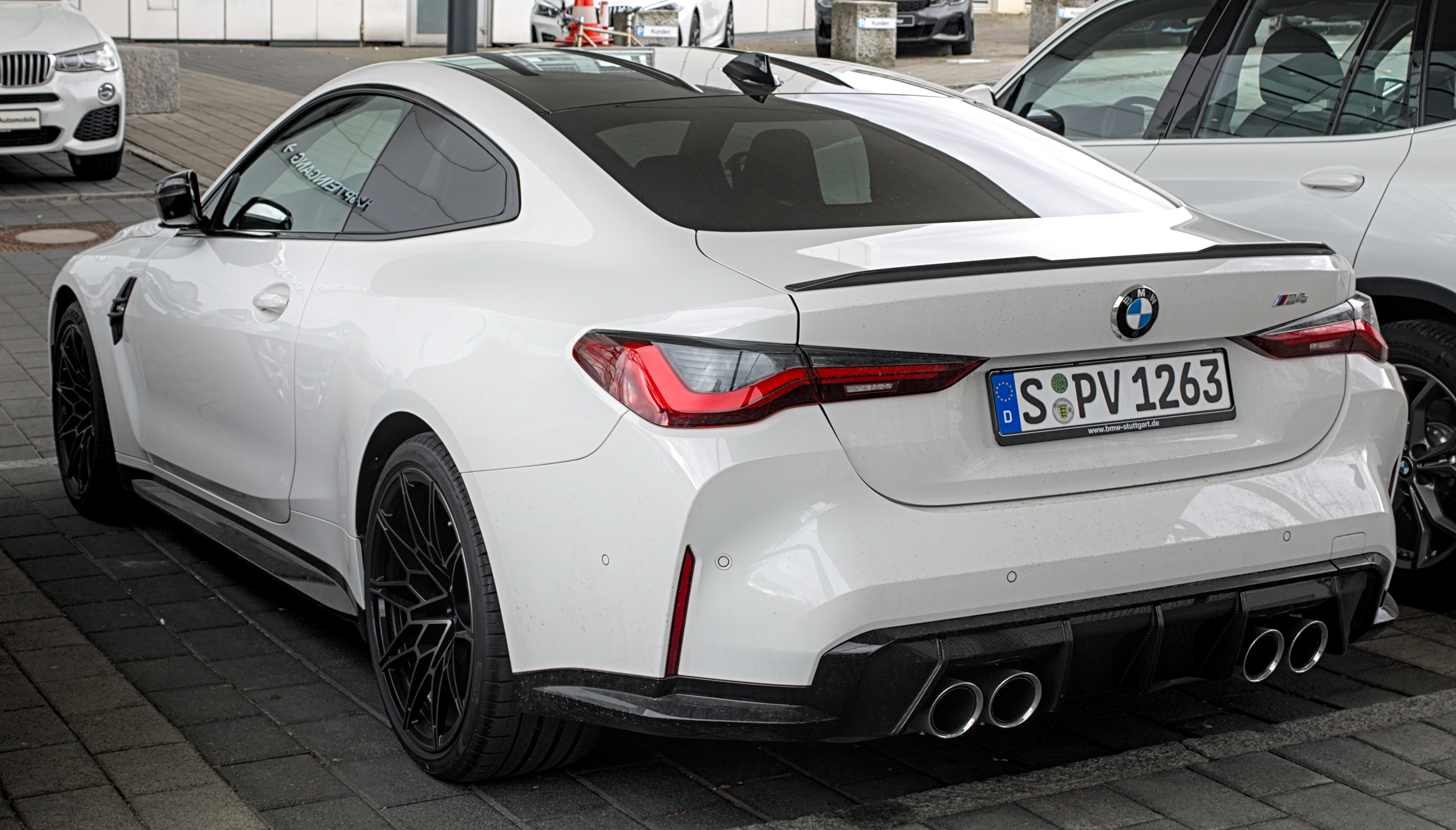

Pro severoamerický trh bude ve standardní M4 k dispozici pouze manuál.
| Model                           | Výkon           | Točivý moment | Nejvyšší rychlost                             | Náhon |
| ------------------------------- | --------------- | ------------- | --------------------------------------------- | ----- |
| M4                              | 353 kW (473 hp) | 550 Nm        | 250 km/h, s volitelným M balíčkem až 290 km/h | RWD   |
| M4 Competition                  | 375 kW (503 hp) | 650 Nm        | 250 km/h, s volitelným M balíčkem až 290 km/h | RWD   |
| M4 Competition xDrive           | 375 kW (503 hp) | 650 Nm        | 250 km/h, s volitelným M balíčkem až 290 km/h | AWD   |
| M4 Competition Kabriolet xDrive | 375 kW (503 hp) | 650 Nm        | 250 km/h, s volitelným M balíčkem až 290 km/h | AWD   |